# João Mira Gomes
João Mira Gomes (Lisboa, 4 de diciembre de 1959) es un diplomático portugués, actual embajador de Portugal en las Naciones Unidad desde febrero de 2025. Principalmente conocido por haber sido embajador de Portugal en España desde 2020. 

## Biografía
João Mira Gomes cursó sus estudios en varias escuelas: el Colégio S. Francisco Xavier en el bairro do Restelo (Belém, Lisboa), la  Escola São Julião en Carcavelos (Cascaes) y el Liceu Nacional en Oeiras. De 1976 a 1983 estudió derecho en la Universidad Católica Portuguesa, y después ingresó al servicio diplomático portugués y trabajó como agregado en el Ministerio de Relaciones Exteriores de Portugal. De 1987 a 1993 fue miembro de la delegación permanente portuguesa ante la OTAN en Bruselas. De enero a julio de 1992 fue portavoz de la Misión de Observación de la Comunidad Europea en la ex Yugoslavia. Se desempeñó como Asesor Diplomático del Gobernador de Macao de 1993 a 1996, siendo ascendido a Consejero de la Embajada en 1994.
En 1996 asumió el cargo de Jefe de la Oficina del director general de Asuntos Políticos del Ministerio de Relaciones Exteriores. De 1997 a 2000 trabajó como corresponsal europeo y director del departamento de política exterior común, durante este tiempo también fue coordinador especial para los Balcanes Occidentales de 1997 a 1999.
En 2000 se convirtió en encargado de negocios en la embajada portuguesa en Sofía, Bulgaria. En 2001, se convirtió en Jefe de Misión Adjunto de la Embajada de Francia en París, hasta 2005, cuando se convirtió en representante de Portugal en el Comité Político y de Seguridad de la Unión Europea y Representante Permanente ante la Unión Europea Occidental (UEO). En 2006 asumió el cargo de Secretario de Estado de Defensa Nacional y Asuntos Marítimos, cargo que ocupó hasta 2009.
En septiembre de 2010 se convirtió en Representante Permanente de Portugal ante el Consejo del Atlántico Norte en Bruselas. El 30 de noviembre de 2015 se convirtió en Embajador de Portugal en Alemania. En enero de 2020 asumió el cargo de Embajador en España sustituyendo a Francisco Ribeiro de Menezes, que por su parte lo sustituyó en Alemania.
Actualmente es embajador de Portugal en las Naciones Unidas en Ginebra. 
João está casado y tiene dos hijos.